# Кизилжар (Байдібека район)
Кизилжа́р (каз. Қызылжар) — село у складі району Байдібека Туркестанської області Казахстану. Входить до складу Жамбильського сільського округу.
Населення — 50 осіб (2021; 80 у 2009, 165 у 1999, 446 у 1989).